# Governor's Cup Lagos 2013
Il Governor's Cup Lagos 2013 è stato un torneo di tennis facente parte della categoria ITF Men's Circuit nell'ambito dell'ITF Men's Circuit 2013 e dell'ITF Women's Circuit nell'ambito dell'ITF Women's Circuit 2013. Sia il torneo maschile che quello femminile si sono giocati a Lagos in Nigeria dal 14 al 20 ottobre 2013 su campi in cemento.

## Vincitori

### Singolare maschile
Borna Ćorić ha battuto in finale  Ante Pavić con il punteggio di 6–4, 6–3.

### Doppio maschile
Ante Pavić /  Ruan Roelofse hanno battuto in finale  Borna Ćorić /  Dino Marcan con il punteggio di 7–6(3), 6–2.

### Singolare femminile
Tadeja Majerič ha battuto in finale  Dalila Jakupovič con il punteggio di 7–5, 7–5.

### Doppio femminile
Naomi Broady /  Emily Webley-Smith hanno battuto in finale  Fatma Al-Nabhani /  Cristina Dinu con il punteggio di 3–6, 6–4, [10–7].